# M37 (Fernstraße)
Die M37 ist eine bedeutende Fernstraße, die durch Turkmenistan und Usbekistan verläuft. Sie ist Teil der Europastraße 60 und des Asian Highway 5.

## Verlauf
Die M37 verläuft in Ost-West-Richtung zwischen Türkmenbaşy im Westen Turkmenistans und Samarqand in Usbekistan. Von Türkmenbaşy, das unter anderem auf Grund des Hafens Türkmenbaşy ein wichtiges Zentrum für den Waren- und Personenverkehr in Turkmenistan ist, verläuft die Straße anfangs in südöstlicher Richtung durch Balkanabat und Bereket. Über Gyzylarbat, die fünftgrößte Stadt des Landes, wird die turkmenische Hauptstadt Aşgabat erreicht. Hier trifft die M37 mit mehreren anderen Fernstraßen aufeinander, darunter die P1, die eine bedeutende Nord-Süd-Verbindung in Turkmenistan darstellt.
Durch die Wüste Karakum führt die M37 über die Oasenstadt Tejen nach Mary. Im weiteren Streckenverlauf führt die M37 in Richtung Nordosten, unter anderem durch die zweitgrößte Stadt Turkmenistans, Türkmenabat. Über eine Brücke, die am 7. März 2017 in Gegenwart des turkmenischen Präsidenten Gurbanguly Berdimuhamedow und seines Amtskollegen aus Usbekistan, Shavkat Mirziyoyev, eröffnet wurde, wird der Amudarja überquert. 15 Kilometer hinter dieser Brücke befindet sich die turkmenisch-usbekische Grenze, hinter der die M37 weiter in nordöstlicher Richtung nach Buxoro verläuft. Von dort aus führt die Straße in östlicher Richtung nach Samarqand, wo sie endet.

## Bedeutung
Insbesondere in Turkmenistan ist die M37 als eine der wenigen gut ausgebauten Fernstraßen von immenser Bedeutung für den Straßenverkehr. Abgesehen von einigen Straßen in der unmittelbaren Umgebung der Hauptstadt Aşgabat gibt es in Turkmenistan kaum Straßen, die vergleichbar gut ausgebaut sind. Die M37 ist außerdem eine wichtige Verbindung für den Handel und verbindet mit der Hafenstadt Türkmenbaşy, dem wirtschaftlichen Zentrum Aşgabat, Türkmenabat mit seinem wichtigen Hafen am Amudarja und dem Handelszentrum Samarqand viele der wichtigsten Wirtschafts- und Handelszentren der Region.

Europastraße 60

Verlauf der E60

Asian Highway 5

Auch für die touristische Erschließung der Region ist die Straße von großer Bedeutung, da sich zahlreiche der wichtigsten Sehenswürdigkeiten Turkmenistans und Usbekistans entlang der M37 befinden.

## Internationale Straßen
Die M37 ist Teil der Europastraße 60, die von Brest in Frankreich nach Irkeschtam in Kirgisistan verläuft. Außerdem bildet die M37 ein Teilstück des Asian Highway 5, der Shanghai in der Volksrepublik China mit Edirne in der Türkei verbindet.